# Rossel (île)
Pour les articles homonymes, voir Rossel.
Rossel (Yela) est une île des Louisiades, dans la province de Baie de Milne, en Papouasie-Nouvelle-Guinée.

## Géographie
Située en mer des Salomon, elle couvre 262,5 km2 et dispose de deux lagons : le lagon Rossell à l'ouest et le lagon Belo à l'est de l'île. L'île est volcanique et montagneuse, son sommet le plus haut est le mont Rossel qui atteint 838 mètres d'altitude.
Le recensement de 2000 relève 3 821 habitants, répartis en 27 villages.

## Histoire
Elle doit son nom à Élisabeth-Paul-Édouard de Rossel, lieutenant du contre-amiral Antoine Bruny d'Entrecasteaux lors de son voyage d'exploration scientifique (1791-1794).
L'île est célèbre pour avoir été le théâtre du naufrage du trois-mâts le Saint-Paul, du capitaine Pinard, le 11 septembre 1858.